# Sedalia (Missouri)
Sedalia település az Amerikai Egyesült Államok Missouri államában, Pettis megyében, melynek megyeszékhelye is. Lakosainak száma 21 725 fő (2020. április 1.).

## Népesség
A település népességének változása:

| 2010 | 21 387 |
| 2020 | 21 725 |